# Costa NE e Ponta do Topo - Ilha de S. Jorge
Costa NE e Ponta do Topo - Ilha de S. Jorge este o arie protejată (arie specială de conservare — SAC, sit de importanță comunitară — SCI) din Portugalia întinsă pe o suprafață de 3.965,08 ha, din care 10 % marine.

## Localizare
Centrul sitului Costa NE e Ponta do Topo - Ilha de S. Jorge este situat la coordonatele 38°35′00″N 27°51′00″W / 38.5833°N 27.85°V.

## Înființare
Situl Costa NE e Ponta do Topo - Ilha de S. Jorge a fost declarat sit de importanță comunitară în iunie 1995 pentru a proteja 20 de specii de plante și 19 specii de animale. Situl a fost protejat și ca arie specială de conservare în iunie 2009.

## Biodiversitate
Situată în ecoregiunile  și marină macaroneziană, aria protejată conține 23 de habitate naturale: Lagune de coastă, Golfuri mici largi și golfuri puțin adânci, Recifuri, Vegetație anuală la limita mareei, Vegetație perenă pe țărmurile stâncoase, Faleze cu floră endemică de pe coastele macaroneziene, Pășuni mediteraneene udate de apa mării (Juncetalia maritimi), Ape stătătoare oligotrofe până la mezotrofe, cu vegetație de Littorelletea uniflorae și/sau de Isoëto-Nanojuncetea, Lacuri și iazuri distrofice naturale, Iazuri temporare mediteraneene, Pajiști macaroneziene cu vegetație endemică, Tufărișuri termo-mediteraneene și de pre-deșert, Pajiști mezofile macaroneziene, Turbării active, Mlaștini oligotrofe degradate, capabile încă de regenerare naturală, Turbării de acoperire (* exclusiv pentru turbării active), Pante stâncoase silicioase cu vegetație casmofită, Roci stâncoase cu vegetație pionieră de Sedo-Scleranthion sau Sedo albi-Veronicion dillenii, Peșteri inaccesibile publicului, Peșteri marine scufundate complet sau parțial, Mlaștini împădurite, Păduri macaroneziene de dafin (Laurus, Ocotea), Păduri endemice cu Juniperus spp..
La baza desemnării sitului se află mai multe specii protejate:
- plante (20): Ammi trifoliatum, Arceuthobium azoricum, Azorina vidalii, Chaerophyllum azoricum, Culcita macrocarpa, Erica scoparia subsp. azorica, Euphorbia stygiana, Euphrasia grandiflora, Frangula azorica, isoëtes azorica (Isoetes azorica), Lotus azoricus, Myosotis maritima, Picconia azorica, Prunus lusitanica subsp. azorica, Rumex azoricus, Sanicula azorica, Scabiosa nitens, Spergularia azorica, Trichomanes speciosum, Woodwardia radicans
- păsări (17): rață pitică (Anas crecca), rață mare (Anas platyrhynchos), stârc cenușiu (Ardea cinerea), pietruș (Arenaria interpres), Calidris alba, Calonectris diomedea, prundăraș de sărătură (Charadrius alexandrinus), Columba palumbus azorica, egretă mică (Egretta garzetta), lișiță (Fulica atra), găinușă de baltă (Gallinula chloropus), Larus marinus, pescăruș râzător (Larus ridibundus), sitar de mâl (Limosa limosa), Numenius phaeopus, Sterna dougallii, chiră de baltă (Sterna hirundo)
- mamifere (1): delfin mare (Tursiops truncatus)
- reptile (1): Caretta caretta

Pe lângă speciile protejate, pe teritoriul sitului au mai fost identificate 21 de specii de plante, 12 specii de păsări, 1 specie de amfibieni, 1 specie de mamifere, 7 specii de nevertebrate, 5 specii de pești.